# Кубок Европейской конфедерации волейбола среди женщин 1983/1984
4-й розыгрыш Кубка Европейской конфедерации волейбола (ЕКВ) среди женщин проходил с 3 декабря 1983 по 12 февраля 1984 года с участием 13 клубных команд из 9 стран-членов Европейской конфедерации волейбола. Победителем турнира стала итальянская команда «Виктор Виллаж» (Бари).

## Команды-участницы
| Страна     | Команда                    |
| ---------- | -------------------------- |
| Бельгия    | «Дилбек-Иттербек» (Дилбек) |
| Греция     | «Арис» (Салоники)          |
| Греция     | «Филатлитикос» (Салоники)  |
| Италия     | «Виктор Виллаж» (Бари)     |
| Италия     | «ЧИВ э ЧИВ» (Модена)       |
| Нидерланды | «Орион» (Дутинхем)         |
| Португалия | «Витория» (Гимарайнш)      |
| Турция     | «Пазарлары» (Анкара)       |
| Франция    | «Йер» (Йер)                |
| Франция    | «Пари ЮК» (Париж)          |
| ФРГ        | «УСК Мюнстер» (Мюнстер)    |
| ФРГ        | «Фойербах» (Штутгарт)      |
| Югославия  | «Раднички» (Белград)       |

## Система проведения розыгрыша
Турнир состоит из двух раундов плей-офф и финального этапа. В раундах плей-офф команды делятся на пары и проводят между собой по два матча с разъездами. Победителем пары выходит команда, одержавшая две победы. В случае равенства побед победителем становится команда, имеющая лучшее соотношение партий по сумме обоих матчей. В случае равенства и этого показателя в дальнейшую стадию плей-офф выходит команда, имеющая лучшее соотношение игровых очков (мячей) по сумме матчей.
8 команд-участниц четвертьфинала плей-офф определяют четырёх участников финального этапа.
Финальный этап состоит из однокругового турнира, по результатам которого определяется итоговая расстановка мест. 

## 1/8 финала
декабрь 1983
 «Раднички» (Белград) —  «Виктор Виллаж» (Бари)
3 декабря. 3:1 (15:12, 15:9, 11:15, 15:-).
12 декабря. 0:3 (8:15, 6:15, 4:15).
 «Витория» (Гимарайнш) —  «Пари ЮК» (Париж)
8 декабря. 0:3 (14:16, 4:15, 11:15).
11 декабря. 1:3 (16:14, 13:15, 7:15, -:15).
 «ЧИВ э ЧИВ» (Модена) свободна от игр
 «УСК Мюнстер» —  «Филатлитикос» (Салоники)
4 декабря. 3:0.
11 декабря. 3:0.
 «Фойербах» (Штутгарт) свободен от игр.
 «Орион» (Дутинхем) свободен от игр.
 «Пазарлары» (Анкара) —  «Арис» (Салоники)
.. декабря. 3:0.
11 декабря. 3:1.
 «Йер» —  «Дилбек-Иттербек» (Дилбек)
3 декабря. 1:3 (13:15, 16:14, 5:15, -:15).
11 декабря. 0:3 (6:15, 8:15, 6:15).

## Четвертьфинал
январь 1984
 «Виктор Виллаж» (Бари) —  «Пари ЮК» (Париж)
12 января. 3:0 (15:7, 15:3, 15:6).
18 января. 3:1 (15:5, 4:15, 16:14, 15:5).
 «ЧИВ э ЧИВ» (Модена) —  «УСК Мюнстер»
.. января. 3:-
18 января. 3:2.
 «Орион» (Дутинхем) —  «Фойербах» (Штутгарт)
11 января. 0:3 (17:19, 8:15, 11:15).
18 января. 0:3 (10:15, 9:15, 4:15).
 «Пазарлары» (Анкара) —  «Дилбек-Иттербек» (Дилбек)
8 января. 3:1 (15:3, 2:15, 15:13, 15:-).
14 января. 2:3 (3:15, 16:14, 15:11, 6:15, 7:15).

## Финальный этап
10—12 февраля 1984.  Штутгарт.
Участники:
 «Фойербах» (Штутгарт)

 «Виктор Виллаж» (Бари)

 «ЧИВ э ЧИВ» (Модена)

 «Пазарлары» (Анкара)

### Результаты
| М | Команда                | 1   | 2   | 3   | 4   | И | В | П | С/П | О |
| - | ---------------------- | --- | --- | --- | --- | - | - | - | --- | - |
| 1 | «Виктор Виллаж» (Бари) |     | 3:0 | 3:0 | 3:0 | 3 | 3 | 0 | 9:0 | 6 |
| 2 | «ЧИВ э ЧИВ» (Модена)   | 0:3 |     | 3:2 | 3:0 | 3 | 2 | 1 | 6:5 | 5 |
| 3 | «Фойербах» (Штутгарт)  | 0:3 | 2:3 |     | 3:0 | 3 | 1 | 2 | 5:6 | 4 |
| 4 | «Пазарлары» (Анкара)   | 0:3 | 0:3 | 0:3 |     | 3 | 0 | 3 | 0:9 | 3 |

10 февраля
 «Виктор Виллаж» —  «ЧИВ э ЧИВ»  
3:0 (15:9, 15:12, 18:16).
 «Фойербах» —  «Пазаралары»
3:0 (15:4, 15:0, 15:6).
11 февраля
 «Виктор Виллаж» —  «Пазарлары»
3:0 (15:6, 15:7, 15:4).
 «ЧИВ э ЧИВ» —  «Фойербах» 
3:2 (16:14, 14:16, 4:15, 15:7, 16:14).
12 февраля
 «ЧИВ э ЧИВ» —  «Пазарлары»
3:0 (15:6, 15:5, 15:8).
 «Виктор Виллаж» —  «Фойербах»
3:0 (15:6, 15:11, 16:14).

### Итоги

#### Положение команд
| «Виктор Виллаж» (Бари)   |
| «ЧИВ э ЧИВ» (Модена)     |
| «Фойербах» (Штутгарт)    |
| 4. «Пазаралары» (Анкара) |